# گاز-۴۶
جی‌ای‌زد ۴۶ (GAZ ۴۶) خودرویی است که تولید شده‌است. طراحی آن خودروهای موتور جلو-محور عقب بوده ‌است. سیستم جعبه‌دندهٔ آن ۲ دنده به صورت دستی است.